# Túpac Amaru I
Tupa Amaru Inga, conocido modernamente como Túpac Amaru I o como Felipe Túpac Amaru, (Cusco, 1545-Cusco, 24 de septiembre de 1572) fue el cuarto y último inca de Vilcabamba. Hijo de Mango Inga, fue hecho sacerdote y guardián del cuerpo de su padre. Fue capturado, juzgado y ejecutado por órdenes del virrey Francisco de Toledo. Tuvo un hijo llamado Diego Felipe Condorcanqui.
Mientras Amaru (escrito <Amaro> o <Amaru>) proviente claramente del quechua amaru ‘serpiente’, la etimología de Túpac o Tupa (a menudo escrito <Topa> en las fuentes del siglo XVI) es materia de discusión entre los especialistas. Las fuentes coloniales difieren en si recibió el nombre de pila cristiano de "Pablo" o de "Felipe".

## Ascenso al trono
A la muerte de Sayri Túpac, en su testamento, Túpac Amaru fue proclamado su sucesor, sin embargo, Titu Cusi Yupanqui, medio hermano de Sayri, se proclamó sucesor y encerró a Túpac Amaru en la casa de las Vírgenes del Sol y lo apodó "bobo". Túpac Amaru asumió como inca de Vilcabamba tras la muerte de Yupanqui en 1570.
Los incas creían que Titu Cusi se había visto forzado a admitir a los sacerdotes misioneros en Vilcabamba y que estos lo habían envenenado. Los españoles, quienes todavía no estaban advertidos de la muerte del anterior Uari inca, enviaron rutinariamente dos embajadores para continuar con las negociaciones en curso. El último de ellos fue el conquistador Atilano de Anaya quien, tras cruzar el puente de Chuquisaca, fue capturado y ejecutado junto con su escolta por el general inca Curi Paucar. Al ser confirmada esta noticia por el cura de Amaybamba, el nuevo virrey del Perú, Francisco Álvarez de Toledo, decidió someter por la fuerza al reino de Vilcabamba apelando a la justificación de que los incas habían roto «la inviolable ley de todas las naciones del mundo: el respeto a los embajadores».

## La guerra final contra España
El virrey Toledo encargó el mando de la expedición militar al encomendero y regidor Martín Hurtado de Arbieto; como maestre de campo fue designado Juan Álvarez Maldonado; y, como alférez real y secretario, Pedro Sarmiento de Gamboa. Las poderosas tropas de Hurtado estaban conformadas por varias piezas de artillería, 250 soldados españoles y 2500 nativos aliados, entre los cuales figuraban 1000 cañari y 1500 incas cusqueños comandados por Francisco Cayo Topa.
Para la defensa de Vilcabamba, el inca Túpac Amaru contaba con aproximadamente 2000 soldados, de los cuales 600 o 700 eran guerreros anti (llamados chunchos por los incas del Cuzco), de quienes el fallecido Titu Cusi solía decir a los emisarios españoles, fingida o realmente, que aún practicaban el canibalismo. Entre sus generales figuraban Hualpa Yupanqui, Parinango, Curi Paucar y Coya Topa.
Para atacar el baluarte inca, Hurtado de Arbieto dividió a su ejército en dos grupos, el primero de ellos bajo su mando directo atacaría por Chuquichaca mientras que la segunda columna, al mando de Arias de Sotelo, lo haría por Curahuasi. Se libraron gran cantidad de escaramuzas, pero la única gran batalla de la campaña tuvo lugar en Choquelluca, a orillas del río Vilcabamba. Los incas atacaron primero con mucho espíritu a pesar de estar solo ligeramente armados, pero los españoles y sus aliados indígenas lograron resistirlos; según Martín García Óñez de Loyola, los españoles llegaron a estar en un momento crítico a punto de ser arrollados por los guerreros incas, pero súbitamente estos abandonaron el combate tras ser arcabuceados y muertos sus generales Maras Inga y Parinango.
Un momento cumbre del combate se alcanzó con la pelea personal y a mano limpia entre el capitán inca Huallpa y el ya mencionado García de Loyola, cuando el comandante español se hallaba en una situación desesperada por haber recibido varios golpes directos y encontrarse en riesgo de ser desabarrancado, uno de sus leales mató de dos cuchilladas al inca, provocando un clima de indignación que reavivó el combate. Los cronistas españoles lo narraron así:

Peleóse con gran porfía de una parte y otra, Martín García de Loyola se vio en un evidentísimo peligro de la muerte porque estando peleando salió un indio enemigo de tan gran disposición de cuerpo y fuerza, que parecía medio gigante y se abrazó con él por encima de los hombros que no le dejaba rebullirse, pero socorrió le un indio amigo, de los nuestros, llamado Currillo, que llegó con un alfanje y le tiró una cuchillada a los pies, que se los derribó, y segundando otra por los hombros lo abrió de suerte que cayó allí muerto, y así, mediante este indio, se libró de la muerte el capitán Martín García de Loyola, que cierto fue hazaña digna de poner en historia el ánimo y presteza con que Currillo quitó la vida al medio gigante de dos cuchilladas, y salvó a su capitán.
 Crónica de Martín de Murúa

Tras esta batalla los españoles capturaron la ciudad y el palacio de Vitcos. Al acercarse la expedición a la ciudadela de Tumichaca, fueron recibidos por su comandante Puma Inga, quien rindió sus fuerzas y manifestó que la muerte del embajador español Atilano de Anaya había sido responsabilidad de Curi Paucar y otros capitanes rebeldes a sus incas deseosos de la paz. El 23 de junio cayó ante la artillería española el último foco de resistencia inca, el fuerte de Huayna Pucará, que los nativos habían construido recientemente y se encontraba defendido por 500 chunchos flecheros. Los restos del ejército inca, ahora en retirada, optaron por abandonar Vilcabamba, su última ciudad, y dirigirse a la selva para reagruparse. 
El 24 de junio los españoles tomaron posesión de la ciudad cumpliendo Sarmiento con las solemnidades del caso, quien tras enarbolar el estandarte real en la plaza del poblado proclamó:

"Yo, el capitán Pedro Sarmiento de Gamboa, alférez general de este campo, por mandato del ilustre señor Martín Hurtado de Arbieto, general de él, tomo posesión de este pueblo de Vilcabamba y sus comarcas, provincias y jurisdicciones".

Acto seguido campeó tres veces el estandarte y a grandes voces dijo:

«Vilcabamba, por don Felipe, Rey de Castilla y León.»

Clavó el estandarte en la tierra y realizó las salvas de ordenanza.
Acompañado de los suyos, Túpac Amaru se había marchado el día anterior con dirección al oeste, dentro de los bosques de las tierras bajas. El grupo, que incluía a sus generales y a los miembros de su familia, se había dividido en pequeñas partidas en un intento de evadir la persecución.
Grupos de soldados españoles y sus indios auxiliares fueron enviados para cazarlos trenzándose en sangrientas escaramuzas con la escolta del inca. Uno capturó a la esposa e hijo de Wayna Cusi. El segundo regresó. El tercero regresó también; lo hizo con dos hermanos de Túpac Amaru, otros parientes y sus generales. El Uari inca y su comandante permanecieron sueltos.

### Captura de Túpac Amaru I

Captura de Túpac Amaru en 1572. Ilustración de Felipe Guamán Poma.

A continuación, un grupo de cuarenta soldados elegidos personalmente salieron en persecución del inca. Siguieron el río Masahuay durante 170 millas, donde encontraron un almacén inca con cantidades de oro y vajilla de los incas. Los españoles capturaron un grupo de chunchos y los obligaron a informarles de los movimientos incas, y si habían visto al Uari inca. Estos informaron que se había ido río abajo, en bote, por lo que los españoles construyeron 20 balsas y continuaron la persecución.
Río abajo descubrieron que Túpac Amaru había escapado por tierra. Continuaron con la ayuda de los aparis, los cuales avisaron qué ruta habían seguido los incas e informaron que Túpac se veía ralentizado debido a que su mujer estaba a punto de dar a luz. Después de una marcha de 50 millas vieron una fogata alrededor de las nueve de la noche.[cita requerida] Encontraron al uari inca Túpac Amaru y a su mujer calentándose entre sí. Les aseguraron que no se les produciría ningún daño y asegurarían su rendición. Túpac Amaru fue apresado.
Los cautivos fueron traídos de regreso a las ruinas de Urcos y, desde allí, llegaron al Cuzco por el arco de Carmenca el 30 de noviembre. Los vencedores también trajeron los restos momificados de Manco Cápac y Titu Cusi Yupanqui, y una estatua de oro de Punchao, la más preciada reliquia del linaje inca que contenía los restos mortales de los corazones de los incas fallecidos. Estos objetos sagrados fueron luego destruidos.[cita requerida]
Tupac Amaru fue conducido por su captor, García de Loyola, ante el virrey Francisco de Toledo, quien ordenó su reclusión en la fortaleza de Sacsayhuamán bajo la alcaidía de su tío, Luis de Toledo. Refiere Guamán Poma que pesó mucho en el animo de Toledo que habiéndole mandado llamar, Amaru le contestó.
Los españoles hicieron varios intentos para convertir a Túpac Amaru al cristianismo pero se cree que estos esfuerzos fueron rechazados por un hombre muy fuerte, que estaba convencido de su fe. Los cinco generales incas capturados recibieron un juicio sumario en el que nada fue dicho en su defensa y fueron sentenciados a la horca, aunque varios no pudieron ser ejecutados porque la peste llamada la chapetonada atacó a todos en prisión imposibilitándolos de caminar, tuvieron que sacarlos agónicos y en mantas de la celda, muriendo tres en el trayecto y solo dos, Cusi Paúcar y Ayarca, llegaron al patíbulo.
El juicio del Uari inca comenzó un par de días más tarde. Túpac Amaru fue condenado por el asesinato de los sacerdotes en Urcos, de lo cual fue probablemente inocente. Fue sentenciado a la decapitación. Numerosos clérigos, convencidos de la inocencia de Túpac Amaru, suplicaron de rodillas al virrey que el líder inca fuera enviado a España para ser juzgado en vez de ser ejecutado.

### Ejecución de Tupac Amaru I

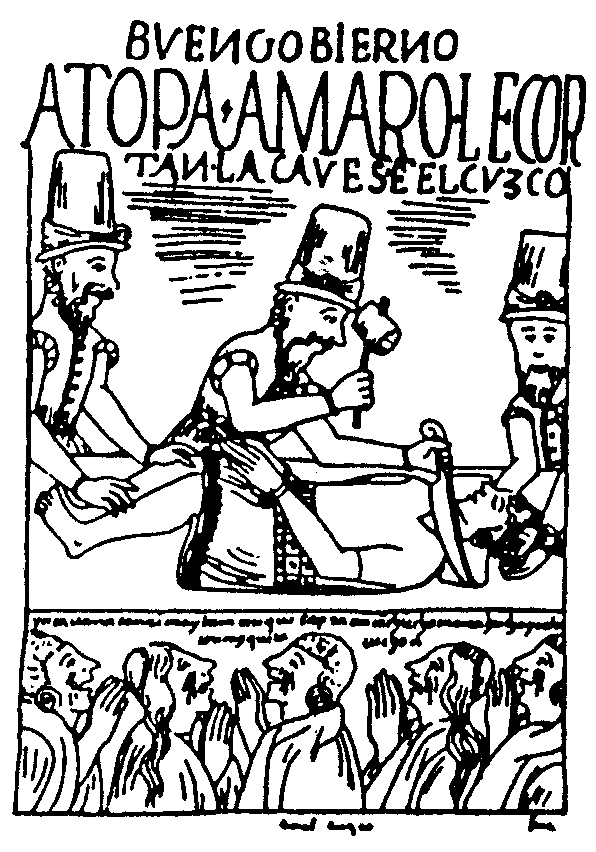
Dibujo de Guamán Poma de Ayala presente en su Primer nueva corónica y buen gobierno, que representa la ejecución de Túpac Amaru I.

Un testigo ocular del día de la ejecución, el 24 de septiembre de 1572, lo recordaba montado en una mula con las manos atadas a su espalda y una soga alrededor del cuello. Otros testigos dijeron que había grandes masas de personas y que el Uari inca salió de Sacsayhuamán rodeado por entre 500 cañaris, enemigos de los incas, armados con lanzas y la comitiva bajó a la ciudad. Frente a la catedral, en la plaza central de Cuzco, un patíbulo había sido erigido. Había más de 300 000 personas presentes en las dos plazas, calles ventanas y tejados.
Túpac Amaru subió al patíbulo acompañado por el obispo de Cuzco. Mientras lo hacía, se dice en las fuentes que 

una multitud de indios [sic], que llenaron completamente la plaza, vieron el lamentable espectáculo de que su señor e inca iba a morir, ensordecieron los cielos, haciéndolos reverberar con sus llantos y lamentos
(Murúa, 271)

Refiere Garcilaso que el Inca alzó el brazo derecho con la mano abierta y la puso en el oído, y de allí la bajó poco a poco hasta ponerla sobre el muslo derecho. Con lo cual los presentes cesaron su grito y vocería, quedando con tanto silencio que «parecía no haber ánima nacida en toda aquella ciudad».
Como es relatado por Baltasar de Ocampo y fray Gabriel de Oviedo, prior de los dominicos en Cuzco, ambos testigos oculares, el inca levantó su mano para silenciar a las multitudes, y sus últimas palabras fueron:

Ccollanan Pachacamac ricuy auccacunac yahuarniy hichascancuta
(‘Ilustre Pachacamac, atestigua como mis enemigos derraman mi sangre’)
Túpac Amaru

Los españoles y el Virrey entre ellos, quienes desde una ventana observaban la ejecución de la sentencia, se admiraron mucho de esta escena. Notando con espanto la obediencia que los indígenas tenían a su príncipe el Virrey mandó a su criado, Juan de Soto, quien salió a caballo con un palo en la mano para abrirse paso hasta llegar al cadalso, diciendo allí que se procediese a ejecutar al Inca. El verdugo, que era un cañari, preparó el alfanje y Túpac Amaru puso la cabeza en el degolladero «con estoicismo andino». Al momento de la ejecución rompieron a doblar todas las campanas del Cuzco, incluyendo las de la Catedral. 
La cabeza quedó clavada en una picota, pero el cuerpo se llevó a casa de Doña María Cusi Huarcay, tía del decapitado monarca, enterrándosele al día siguiente en la capilla mayor de la catedral, asistiendo los vecinos españoles que no creyeron comprometerse con ello ante el Virrey, y la totalidad de indígenas Nobles, descendientes de los incas.
El virrey Toledo comunicó al rey Felipe II la ejecución de Túpac Amaru, en una carta del 24 de septiembre de 1572, manifestándole:

lo que vuestra majestad manda acerca del Inca, se ha hecho

Algunos historiadores indican que, cuando el virrey Toledo dejó su cargo para regresar a España, fue recibido por el rey Felipe II con las siguientes palabras:

Podéis iros a vuestra casa, porque yo os envié a servir reyes, no a matarlos

aludiendo a la ejecución de Túpac Amaru.

## Descendientes
Cerca de cuarenta años después de que la conquista del Imperio inca hubiese comenzado con la ejecución de Atahualpa, esta concluyó con la ejecución de su sobrino. 
Con el fin de prevenir el resurgimiento del imperio y borrar todo rastro de su descendencia, la fuente de futuras generaciones reales fue prontamente expulsada por el virrey. Varias docenas de personas, incluyendo al hijo de tres años de Túpac Amaru, fueron desterradas a lo que hoy en día son: México, Chile, Panamá y otros lugares distantes. Sin embargo, a algunos se les permitió finalmente retornar sus lugares de origen. 
Dos siglos después, en 1780, su chozno o trastataranieto, José Gabriel Condorcanqui (Túpac Amaru II), asumiría el título de "Rey del Perú por la gracia de Dios" y lideraría un levantamiento indígena que iniciaría el proceso de protestas en el Perú contra las Reformas borbónicas que más tarde desencadenaría en las guerras de independencia hispanoamericanas contra la presencia monárquica peninsular en América.